# Vanchidiplosis brevipalpi
Vanchidiplosis brevipalpi är en tvåvingeart som beskrevs av Rao 1956. Vanchidiplosis brevipalpi ingår i släktet Vanchidiplosis och familjen gallmyggor. Inga underarter finns listade i Catalogue of Life.